# CZ 805 BREN
A CZ 805 BREN cseh gépkarabély, amelyet a Česká zbrojovka Uherský Brod (CZUB) fejlesztett ki és gyárt. A fegyvert a Cseh Hadsereg addig rendszerben lévő, elavult vz. 58 gépkarabélyainak leváltásra készült. A Cseh Hadseregmél 2011-ben rendszeresítették. Továbbfejlesztett, midernizált változatát, a CZ 806 BREN 2-t 2015-től gyártják.

## Története
A CZ 805 BREN fejlesztése a 2000-es évek közepén indult meg, amikor a cseh hadsereg kiírta a pályázatot egy új, modern szolgálati karabélyra. A fejlesztés során nagy hangsúlyt fektettek a modularitásra, vagyis arra, hogy a fegyver különböző alkatrészei – például a cső, a tárfészek, vagy az elsütőszerkezet – cserélhetők legyenek, így a fegyver könnyedén átalakítható különböző harci környezetekhez vagy kaliberekhez.
A CZ 805-öt 2009-ben mutatták be nyilvánosan, majd 2010-től kezdődően rendszeresítették a cseh hadseregben. A "BREN" név tisztelgés a híres brit–cseh fejlesztésű Bren géppuska előtt, amely a második világháborúban is szolgált. A 805-ös szám pedig a belső fejlesztési kódra utal.
A CZ 805 BREN elsődlegesen a Cseh Hadsereg hivatalos szolgálati fegyvere lett, de más országok is vásároltak belőle kisebb mennyiségben. Használják például Mexikó, Egyiptom, valamint egyes afrikai és közel-keleti országok katonai vagy rendfenntartó egységei. A fegyver sokoldalúsága, megbízhatósága és modern kialakítása miatt kedvelt a különleges erők körében is.

## Műszaki jellemzői
A CZ 805 BREN moduláris felépítésű gépkarabély, működése gázdugattyús rendszerű, forgózáras reteszeléssel. A fegyver NATO-kompatibilis, alapváltozatban 5,56×45 mm NATO lőszert használ, de létezik olyan változata is, amely a keleti blokkban elterjedt 7,62×39 mm-es tölténnyel működik. A tárak típusa is cserélhető: a nyugati STANAG szabványú tárak mellett alkalmas AK-típusú tárak fogadására is, így jól illeszkedik különböző hadseregek rendszereihez.
A CZ 805 BREN sorozatlövő fegyver, több tüzelési móddal: képes egyes lövésekre, rövid, háromlövetű sorozatok leadására, valamint folyamatos sorozatlövésre. A teljes hossza 910 mm körül alakul, csőhossza változattól függően 360–407 mm, míg a tömege 3,6 és 4,0 kg között mozog, üres állapotban.
A fegyver rendelkezik felső, oldalsó és alsó szereléksínekkel, amelyekre optikai irányzékokat, taktikai lámpákat, lézeres célzókészülékeket, előagy markolatokat és egyéb kiegészítőket lehet rögzíteni. A válltámasz állítható hosszúságú és behajtható, ami megkönnyíti a fegyver használatát szűk térben vagy szállítás közben.

## Típusváltozatok
A CZ 805 BREN többféle változatban készült el:
- CZ 805 BREN A1  – az alap, hosszú csövű gyalogsági változat
- CZ 805 BREN A2 – kompakt verzió, rövidebb csővel, különösen városi vagy különleges műveletekhez
- CZ 807 – továbbfejlesztett típus, amely modulárisan váltani tud az 5,56 mm és 7,62 mm közötti kaliberek között
- CZ BREN 2  – a CZ 805 utódmodellje, amely könnyebb, ergonomikusabb, és továbbfejlesztett belső működéssel rendelkezik

## Alkalmazó országok
- Csehország – A Cseh Hadsereg rendszeresítette 2011-ben.[1]
- Mexikó – A szervezett bűnözés elleni küzdelemmel foglalkozó különleges rendőri egységeknél rendszeresítettek  2600 darabot.[2]
- Szlovákia – A Szlovák Fegvyere Erőknél áll rendszerben.[3]
- Egyiptom – A CZ 805 BREN A1 változatból vásároltak ismeretlen mennyiséget.[4]
- Indonézia – A különleges haditengerészeti erőknél rendszeresítették.
- Franciaország – A Nemzeti Csendőrség Beavatkozó Csoportja (GIGN) használja.
- Ukrajna – Az Ukrán Területvédelmi Erők nemzetközi légiója használja, a fegyvereket a cseh kormány adományozta Ukrajnának katonai segélyként.